# Lista de campeões do Strikeforce
Strikeforce foi uma organização de MMA americana.

## Histórico de títulos

### Masculinos

#### Peso pesado
93 a 120 kg
| Nº                                                                                               | Nome             | Data                                                                   | Local     | Oponente                 | Defesas                                                  |
| ------------------------------------------------------------------------------------------------ | ---------------- | ---------------------------------------------------------------------- | --------- | ------------------------ | -------------------------------------------------------- |
| 1                                                                                                | Alistair Overeem | 16 de novembro de 2007 (Strikeforce: Four Men Enter, One Man Survives) | San José, | Finalizou Paul Buentello | 1. Nocauteou Brett Rogers (Strikeforce: Heavy Artillery) |
| Em 29 de julho de 2011, Alistair Overeem abdicou do título ao ter o contrato absorvido pelo UFC. |                  |                                                                        |           |                          |                                                          |

#### Peso meio-pesado
84 a 93 kg
| Nº                                                                                               | Nome              | Data                                                   | Local      | Oponente                    | Defesas                                                    |
| ------------------------------------------------------------------------------------------------ | ----------------- | ------------------------------------------------------ | ---------- | --------------------------- | ---------------------------------------------------------- |
| 1                                                                                                | Bobby Southworth  | 8 de dezembro de 2006 (Strikeforce: Triple Threat)     | San José,  | Venceu Vernon White         | 1. Venceu Anthony Ruiz (Strikeforce: Melendez vs. Thomson) |
| 2                                                                                                | Renato Sobral     | 21 de novembro de 2008 (Strikeforce: Destruction)      | San José,  | Nocauteou Bobby Southworth  |                                                            |
| 3                                                                                                | Gegard Mousasi    | 15 de agosto de 2009 (Strikeforce: Carano vs. Cyborg)  | San José,  | Nocauteou Renato Sobral     |                                                            |
| 4                                                                                                | Muhammed Lawal    | 17 de abril de 2010 (Strikeforce: Nashville)           | Nashville, | Venceu Gegard Mousasi       |                                                            |
| 5                                                                                                | Rafael Cavalcante | 21 de agosto de 2010 (Strikeforce: Houston)            | Houston,   | Nocauteou Muhammed Lawal    |                                                            |
| 6                                                                                                | Dan Henderson     | 5 de março de 2011 (Strikeforce: Feijao vs. Henderson) | Columbus,  | Nocauteou Rafael Cavalcante |                                                            |
| Em 19 de setembro de 2011, Dan Henderson abdicou do título ao ter o contrato absorvido pelo UFC. |                   |                                                        |            |                             |                                                            |

#### Peso médio
78 a 84 kg
| Nº | Nome           | Data                                                         | Local            | Oponente                 | Defesas |
| --- | -------------- | ------------------------------------------------------------ | ---------------- | ------------------------ | --- |
| 1 | Frank Shamrock | 22 de junho de 2007 (Strikeforce: Shamrock vs. Baroni)       | San José,        | Finalizou Phil Baroni    | |
| 2 | Cung Le        | 29 de março de 2008 (Strikeforce: Shamrock vs. Le)           | San José,        | Nocauteou Frank Shamrock | |
| Em 17 de setembro de 2009, Cung Le abdicou do título ao não conseguir conciliar os trabalhos de lutador e ator. |                |                                                              |                  |                          | |
| 3 | Jake Shields   | 7 de novembro de 2009 (Strikeforce: Fedor vs. Rogers)        | Hoffman Estates, | Venceu Jason Miller      | 1. Venceu Dan Henderson (Strikeforce: Nashville)                                                                         |
| Em 1 de Junho de 2010, Jake Shields abdicou do título ao assinar com o UFC.                                     |                |                                                              |                  |                          | |
| 4 | Ronaldo Souza  | 21 de agosto de 2010 (Strikeforce: Houston)                  | Houston,         | Venceu Tim Kennedy       | 1. Finalizou Robbie Lawler (Strikeforce: Diaz vs. Cyborg)                                                                |
| 5 | Luke Rockhold  | 10 de setembro de 2011 (Strikeforce: Barnett vs. Kharitonov) | Cincinnati,      | Venceu Ronaldo Souza     | 1. Nocauteou Keith Jardine (Strikeforce: Rockhold vs. Jardine) 2. Venceu Tim Kennedy (Strikeforce: Rockhold vs. Kennedy) |
| Em 12 de janeiro de 2013, o título vagou após a divisão ser absorvida pelo UFC.                                 |                |                                                              |                  |                          | |

#### Peso meio-médio
71 a 77 kg
| Nº                                                                                       | Nome             | Data                                                          | Local          | Oponente                   | Defesas |
| ---------------------------------------------------------------------------------------- | ---------------- | ------------------------------------------------------------- | -------------- | -------------------------- | --- |
| 1                                                                                        | Nick Diaz        | 30 de janeiro de 2010 (Strikeforce: Miami)                    | Sunrise,       | Nocauteou Marius Zaromskis | 1. Venceu K.J. Noons (Strikeforce: Diaz vs. Noons II) 2. Finalizou Evangelista Santos (Strikeforce: Diaz vs. Cyborg) 3. Nocauteou Paul Daley (Strikeforce: Diaz vs. Daley) |
| Em 9 de junho de 2011, Nick Diaz abdicou do título ao ter o contrato absorvido pelo UFC. |                  |                                                               |                |                            | |
| 2                                                                                        | Nate Marquardt   | 14 de julho de 2012 (Strikeforce: Rockhold vs. Kennedy)       | Portland,      | Nocauteou Tyron Woodley    | |
| 3                                                                                        | Tarec Saffiedine | 12 de janeiro de 2013 (Strikeforce: Marquardt vs. Saffiedine) | Oklahoma City, | Venceu Nate Marquardt      | |
| Em 12 de janeiro de 2013, o título vagou após a divisão ser absorvida pelo UFC.          |                  |                                                               |                |                            | |

#### Peso leve
66 a 70 kg
| Nº | Nome                 | Data                                                    | Local     | Oponente                | Defesas |
| --- | -------------------- | ------------------------------------------------------- | --------- | ----------------------- | --- |
| 1 | Clay Guida           | 10 de março de 2006 (Strikeforce: Shamrock vs. Gracie)  | San José, | Venceu Josh Thomson     | |
| 2 | Gilbert Melendez     | 9 de junho de 2006 (Strikeforce: Revenge)               | San José, | Venceu Clay Guida       | 1. Nocauteou Gabe Lemley (Strikeforce: Shamrock vs. Le) |
| 3 | Josh Thomson         | 27 de junho de 2008 (Strikeforce: Melendez vs. Thomson) | San José, | Venceu Gilbert Melendez | |
| Int. | Gilbert Melendez     | 11 de abril de 2009 (Strikeforce: Shamrock vs. Diaz)    | San José, | Nocauteou Rodrigo Damm  | 1. Nocauteou Mitsuhiro Ishida (Strikeforce: Carano vs. Cyborg) |
| 4 | Gilbert Melendez (2) | 19 de dezembro de 2009 (Strikeforce: Evolution)         | San José, | Venceu Josh Thomson     | 1. Venceu Shinya Aoki (Strikeforce: Nashville) 2. Nocauteou Tatsuya Kawajiri (Strikeforce: Diaz vs. Daley) 3. Venceu Jorge Masvidal (Strikeforce: Melendez vs. Masvidal) 4. Venceu Josh Thomson (Strikeforce: Barnett vs. Cormier) |
| No UFC on Fox: Henderson vs. Melendez, o título dos leves foi unificado com o do UFC, devido a fusão dos eventos. |                      |                                                         |           |                         | |

### Femininos

#### Peso pena
62 a 66 kg
| Nº                                                                                              | Nome              | Data                                                  | Local     | Oponente              | Defesas |
| ----------------------------------------------------------------------------------------------- | ----------------- | ----------------------------------------------------- | --------- | --------------------- | --- |
| 1                                                                                               | Cristiane Justino | 15 de agosto de 2009 (Strikeforce: Carano vs. Cyborg) | San José, | Nocauteou Gina Carano | 1. Nocauteou Marloes Coenen (Strikeforce: Miami) 2. Nocauteou Jan Finnley (Strikeforce: Fedor vs. Werdum) NC. contra Hiroko Yamanaka (Strikeforce: Melendez vs. Masvidal) |
| Em 6 de janeiro de 2012, Cristiane Justino foi destituída ao testar positivo em teste pós-luta. |                   |                                                       |           |                       | |

#### Peso galo
57 a 61 kg
| Nº | Nome           | Data                                                                 | Local            | Oponente                 | Defesas                                                                        |
| --- | -------------- | -------------------------------------------------------------------- | ---------------- | ------------------------ | ------------------------------------------------------------------------------ |
| 1 | Sarah Kaufman  | 26 de fevereiro de 2010 (Strikeforce Challengers: Kaufman vs. Hashi) | San José,        | Venceu Takayo Hashi      | 1. Nocauteou Roxanne Modafferi (Strikeforce Challengers: del Rosario vs. Mahe) |
| 2 | Marloes Coenen | 9 de outubro de 2010 (Strikeforce: Diaz vs. Noons II)                | San José,        | Finalizou Sarah Kaufman  | 1. Finalizou Liz Carmouche (Strikeforce: Feijao vs. Henderson)                 |
| 3 | Miesha Tate    | 30 de julho de 2011 (Strikeforce: Fedor vs. Henderson)               | Hoffman Estates, | Finalizou Marloes Coenen |                                                                                |
| 4 | Ronda Rousey   | 3 de março de 2012 (Strikeforce: Tate vs. Rousey)                    | Columbus,        | Finalizou Miesha Tate    | 1. Finalizou Sarah Kaufman (Strikeforce: Rousey vs. Kaufman)                   |
| Em 6 de janeiro de 2012, Ronda Rousey foi promovida a primeira campeã do peso galo feminino do UFC, devido a fusão dos eventos. |                |                                                                      |                  |                          |                                                                                |

## Cinturões Simbólicos

### Peso médio americano
77 a 84 kg
| Nº                                                                              | Nome           | Data                                               | Local     | Oponente              | Defesas |
| ------------------------------------------------------------------------------- | -------------- | -------------------------------------------------- | --------- | --------------------- | ------- |
| 1                                                                               | Eugene Jackson | 8 de dezembro de 2006 (Strikeforce: Triple Threat) | San José, | Finalizou Ronald Jhun |         |
| Em 12 de janeiro de 2013, o título vagou após a fusão do Strikeforce com o UFC. |                |                                                    |           |                       |         |

### Peso leve americano
66 a 70 kg
| Nº                                                                              | Nome         | Data                                               | Local     | Oponente        | Defesas                                                       |
| ------------------------------------------------------------------------------- | ------------ | -------------------------------------------------- | --------- | --------------- | ------------------------------------------------------------- |
| 1                                                                               | Josh Thomson | 8 de dezembro de 2006 (Strikeforce: Triple Threat) | San José, | Venceu Nam Phan | 1. Finalizou Nick Gonzalez (Strikeforce: Shamrock vs. Baroni) |
| Em 12 de janeiro de 2013, o título vagou após a fusão do Strikeforce com o UFC. |              |                                                    |           |                 |                                                               |

## Torneios
| Evento                                        | Divisão    | Vencedor       | 2º colocado     | Data                   |
| --------------------------------------------- | ---------- | -------------- | --------------- | ---------------------- |
| Strikeforce: Four Men Enter, One Man Survives | Médio      | Jorge Santiago | Trevor Prangley | 17 de novembro de 2007 |
| Strikeforce Challengers: Riggs vs. Taylor     | Meio-médio | Miesha Tate    | Hitomi Akano    | 13 de agosto de 2010   |
| Strikeforce: Barnett vs. Cormier              | Pesado     | Daniel Cormier | Josh Barnett    | 19 de maio de 2012     |

## Recordes

### Maiores vencedores em disputas de cinturão
| Vitórias | Campeão           | Divisão       | V | E | NC | D |
| -------- | ----------------- | ------------- | - | - | -- | - |
| 9        | Gilbert Melendez  | Leve          | 9 | 0 | 0  | 1 |
| 4        | Nick Diaz         | Meio-médio    | 4 | 0 | 0  | 1 |
| 3        | Cristiane Justino | Pena-feminino | 3 | 0 | 1  | 0 |
| 3        | Luke Rockhold     | Médio         | 3 | 0 | 0  | 0 |
| 2        | Bobby Southworth  | Meio-pesado   | 2 | 0 | 0  | 1 |
| 2        | Sarah Kaufman     | Galo feminino | 2 | 0 | 0  | 1 |
| 2        | Ronaldo Souza     | Meio-médio    | 2 | 0 | 0  | 1 |
| 2        | Marloes Coenen    | Galo feminino | 2 | 0 | 0  | 1 |
| 2        | Jake Shields      | Meio-médio    | 2 | 0 | 0  | 0 |
| 2        | Alistair Overeem  | Pesado        | 2 | 0 | 0  | 0 |
| 2        | Ronda Rousey      | Galo feminino | 2 | 0 | 0  | 0 |

### Maiores sequências de defesas de cinturão
| Defesas | Lutador           | Divisão       | Data                                           |
| ------- | ----------------- | ------------- | ---------------------------------------------- |
| 4       | Gilbert Melendez  | Leve          | 19 de abril de 2009 – 12 de janeiro de 2013    |
| 3       | Nick Diaz         | Meio-médio    | 30 de janeiro de 2010 – 9 de junho de 2011     |
| 2       | Cristiane Justino | Pena-feminino | 15 de agosto de 2009 – 6 de janeiro de 2012    |
| 2       | Luke Rockhold     | Médio         | 10 de setembro de 2011 – 12 de janeiro de 2013 |
| 1       | Bobby Southworth  | Meio-pesado   | 8 de dezembro de 2006 – 21 de novembro de 2008 |
| 1       | Jake Shields      | Meio-médio    | 7 de novembro de 2009 – 1 de julho de 2019     |
| 1       | Alistair Overeem  | Pesado        | 16 de novembro de 2007– 29 de julho de 2011    |
| 1       | Sarah Kaufman     | Galo feminino | 26 de fevereiro de 2010 – 9 de outubro de 2010 |
| 1       | Ronaldo Souza     | Meio-médio    | 21 de agosto de 2010 – 10 de setembro de 2011  |
| 1       | Marloes Coenen    | Galo feminino | 9 de outubro de 2010 – 30 de julho de 2011     |
| 1       | Ronda Rousey      | Galo feminino | 3 de março de 2012 – 6 de dezembro de 2012     |